# Festival Internacional de la Canción de Viña del Mar
El  Festival Internacional de la Canción de Viña del Mar (referido simplemente como Festival de Viña) es un certamen musical organizado en Viña del Mar, Región de Valparaíso, Chile. Es considerado el festival de música más grande e importante de América Latina, y el más longevo y relevante de habla hispana en todo el mundo.
Se inició el 21 de febrero de 1960 y, desde entonces, se realiza anualmente durante el mes de febrero —salvo en 2021 y 2022, años en los que el festival fue cancelado debido a la pandemia de coronavirus—.
El festival se realiza en el Anfiteatro de la Quinta Vergara, un escenario que cuenta con una capacidad para 15 000 espectadores y se transmite en vivo por radio, televisión y plataformas en línea, logrando récords de sintonía con una audiencia estimada de alrededor de 250 millones de personas. A través de la televisión, el evento llega a todo el continente americano, gran parte de Europa, norte de África y Australia; mientras que vía streaming a todo el mundo. Mueve millones de dólares en concepto de auspicios, programas de televisión asociados, publicidad y turismo.
Aunque las competiciones de música popular y folclórica fueron el origen del certamen, desde hace varias décadas estas han quedado relegadas a un segundo plano, dándose preferencia a los artistas invitados, quienes son el verdadero plato fuerte del certamen.

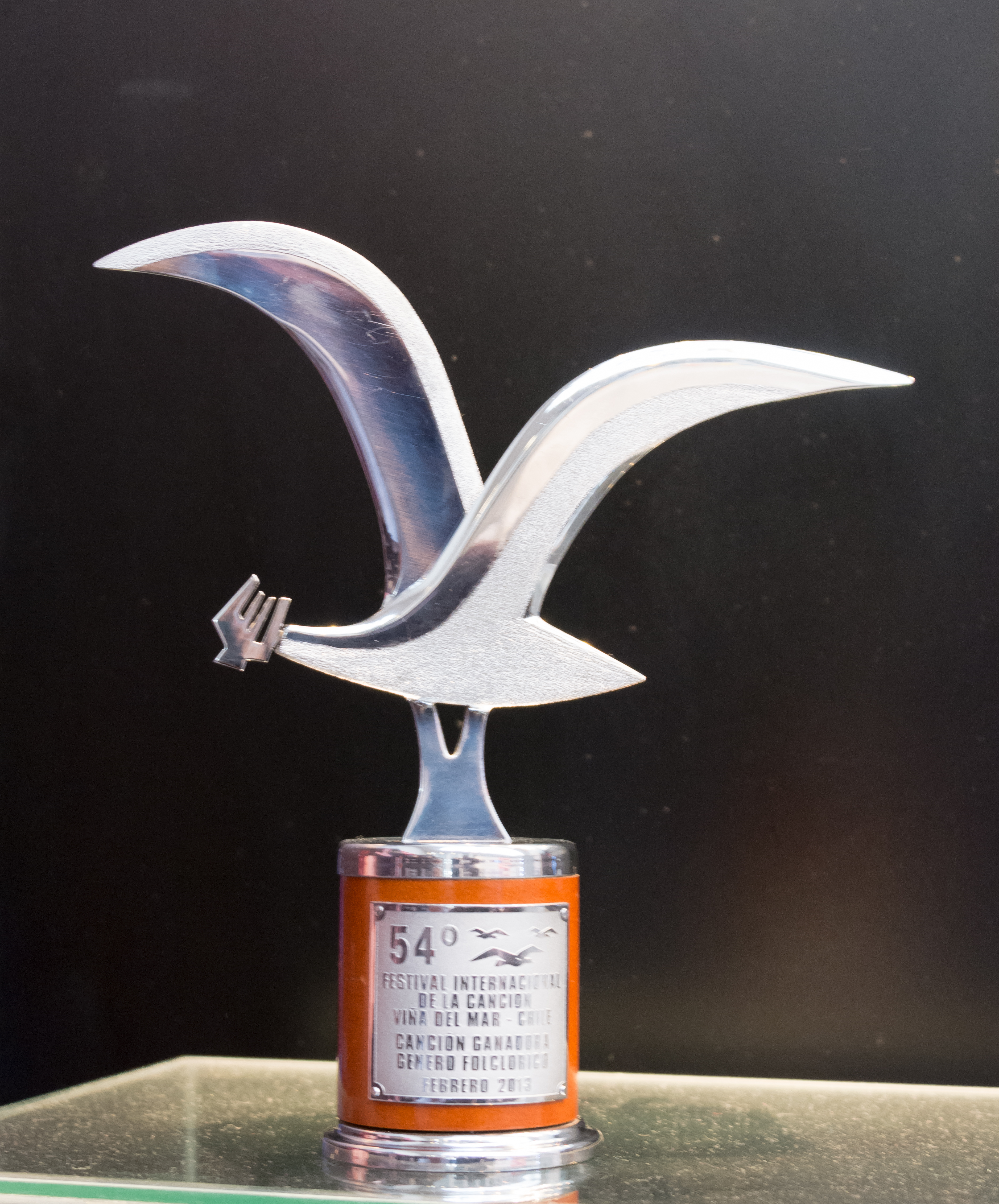
Gaviota de Plata, galardón del festival.

Al público asistente al festival se le conoce popularmente como «El Monstruo», debido al gran poder que ejerce en cada jornada del evento, pudiendo presionar para alargar las presentaciones de los artistas favoritos, hasta interrupciones con pifias (silbatinas) a cantantes y humoristas que no son de su agrado, abucheándolos hasta impedir que finalicen su espectáculo y obligándolos a que se retiren del escenario.
Las ediciones LXIV, LXV, LXVI y LXVII del festival, tanto la organización, producción, realización y transmisión del Festival de Viña estarán en manos de Megamedia a través del canal Mega y la productora Bizarro, quienes se adjudicaron el certamen durante los años 2025, 2026, 2027 y 2028.

## Historia

### Antecedentes y primeros años (1960-1970)

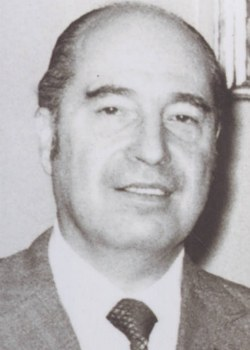
Gustavo Lorca, alcalde de Viña del Mar (1958-1964), quien fue uno de los impulsores del festival.

El origen del Festival Internacional de la Canción de Viña del Mar fue modesto. Gracias a la iniciativa del alcalde Gustavo Lorca y de Carlos Ansaldo, director del Departamento de Turismo y Relaciones Públicas de la Municipalidad de Viña del Mar, entre el 21 y el 28 de febrero de 1960 se organizó una competición única, en la que los participantes debieron presentar una canción original cuyo motivo fuera la ciudad de Viña del Mar; el ganador optaría a un premio de 500 escudos en dinero en efectivo y a un galardón que se denominó Lira de Oro. Participaron seis composiciones, siendo el ganador «Viña» de José Goles y Manuel Lira; en el show, el evento fue animado por Ricardo García y amenizado por nueve artistas locales invitados. En febrero de 1961, se incorporó un certamen folclórico.
En 1963, el Canal 9 de Televisión de la Universidad de Chile, emitió experimentalmente el Festival para Santiago.
En los comienzos del festival, se improvisó un escenario al costado del Palacio Vergara, lugar en el que el público asistente se sentaba en sillas de madera, o directamente sobre el pasto o el piso de tierra. A su vez, muchos espectadores se ubicaban en los cerros colindantes a la Quinta y sobre las copas de los árboles cercanos, otorgando un aire provinciano al certamen.

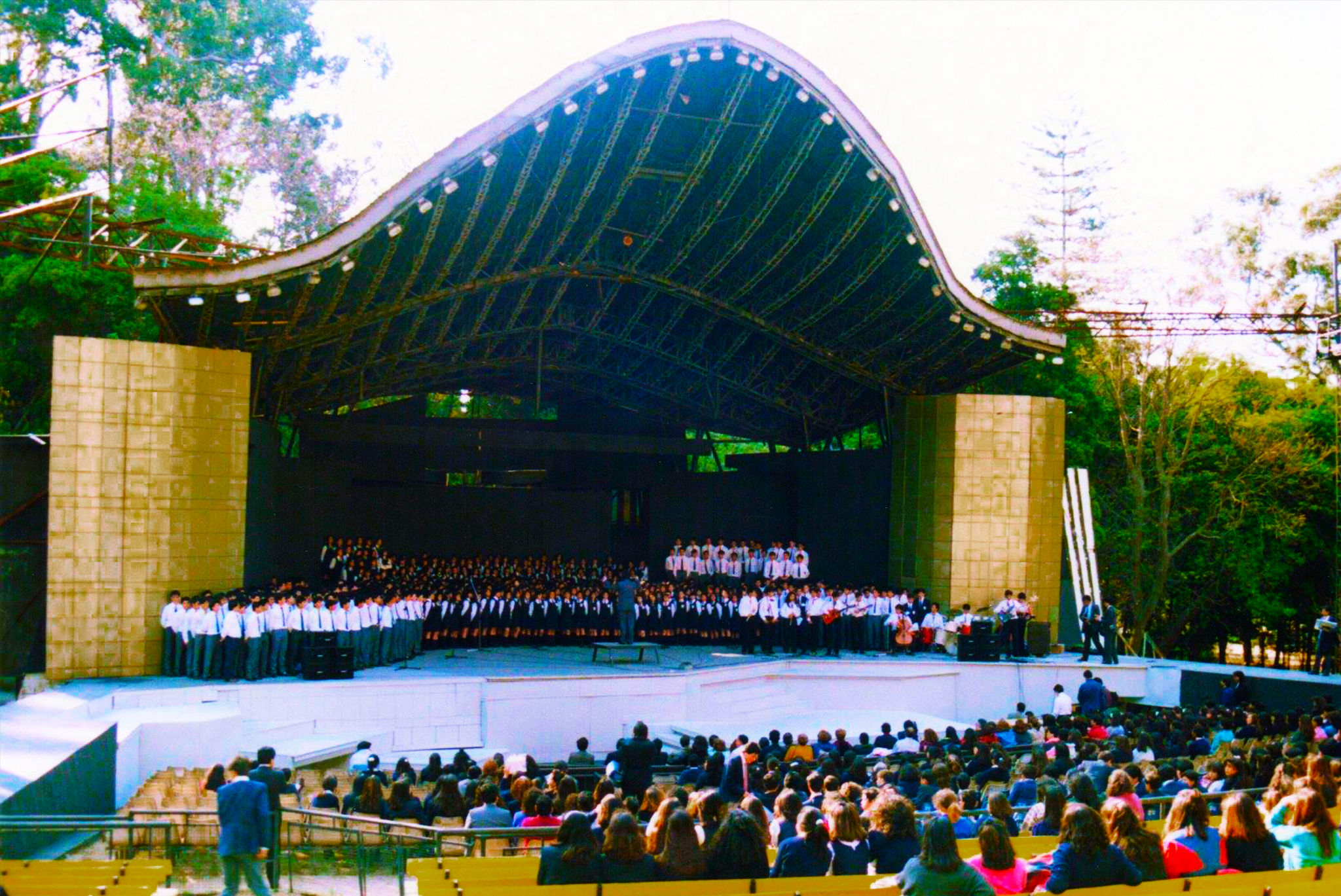
Antiguo escenario de la Quinta Vergara, año 1991.

En 1963, el arquitecto Hernando López proyectó un anfiteatro al aire libre de forma paraboloide y coronado por una concha acústica, recibiendo la colaboración del constructor civil Juan Pinto Delgado. La estructura se levantó por etapas y su diseño estuvo inspirado en el Hollywood Bowl, principal anfiteatro de la ciudad de Los Ángeles en Estados Unidos. El techo del escenario, que ayudaba tanto a proyectar el sonido hacia el público como a proteger a los artistas de las frías noches viñamarinas, debutó en 1967. Construido de madera y acero, imitaba el vuelo de una gaviota, transformándose en el detalle más distintivo de la construcción, que con el paso de los años, se convirtió en un icono del Festival, y en la imagen del certamen ante el mundo. Se mantuvo por cerca de cuatro décadas hasta su demolición y reemplazo en 2002.

### Crecimiento del festival y tribuna política (1970-1980)
En los años 1970, el Festival comenzó a masificarse, especialmente a partir de 1971, cuando los derechos de transmisión fueron otorgados a Televisión Nacional de Chile (TVN), con cobertura en gran parte del país.
Durante esos mismos años, la tensión política del momento se hizo presente fuertemente. En 1970, se realizaron la elecciones presidenciales en las cuales salió electo como presidente el socialista Salvador Allende, lo cual marcaría al país, y lo dividiría políticamente, influyendo también en el certamen viñamarino. En 1971, los representantes de la Unión Soviética fueron aplaudidos por su apoyo a la Unidad Popular (UP), mientras que en 1972 la sudafricana Miriam Makeba fue abucheada por el sector conservador por alabar al presidente Salvador Allende y exclamar «¡viva la revolución chilena!».
En la XIV edición (1973), la situación se volvió caótica por el choque entre Quilapayún, representante de la Nueva Canción Chilena, y Los Huasos Quincheros, opositores al gobierno de Allende, ambos conjuntos fueron invitados al evento en noches diferentes.
Durante la actuación de Quilapayún, el público totalmente polarizado y enardecido inició una batalla en el anfiteatro, entre aquellos favorables a Quilapayún y por extensión al gobierno de la UP, y otros en contra de los mismos. Estos últimos lanzaron objetos contundentes hacia el escenario con el objetivo de sacar al conjunto, mientras que Quilapayún interpretaba sobre el escenario las canciones con mayor contenido político de su repertorio, como son «Nuestro cobre», «La batea» y «Las ollitas». El incidente no fue transmitido por Televisión Nacional de Chile por órdenes de Gonzalo Bertrán, director de la transmisión televisiva, quien al ver la magnitud de los desórdenes y el clima de agresividad decide cortar las grabaciones en la segunda canción y eliminar el registro de las cintas. Por otra parte, el espectáculo fue transmitido por Radio Minería, en donde quedan registrados los gritos del público, y se logra escuchar a la multitud totalmente polarizada. Esta situación ocurrida puso en peligro la realización del festival en el futuro, en especial por los objetos arrojados al escenario, motivo por el que se decidió cancelar la realización del certamen por unos días hasta que el ambiente se normalizara.
En esta versión del festival, también participó la canción «A la Bandera de Chile», escrita por el ya Premio Nobel Pablo Neruda, adherente de Allende, y musicalizada por el premio nacional de música Vicente Bianchi, la cual obtuvo el 2.º lugar del certamen, y que además fue fuertemente abucheada por el público totalmente dividido por razones políticas.
Todos los hechos ocurridos y mencionados anteriormente, convirtieron al festival de 1973 en uno de los más polarizados y tensos de la historia del certamen, lo que a su vez estaba muy ligado al ambiente político de la época.
En agosto de 1973 se anunció la suspensión de la competencia folclórica para la edición del festival del año siguiente, lo cual fue confirmado tras el golpe de Estado del 11 de septiembre de 1973; sin embargo, el evento comenzó a ganar protagonismo. Ese mismo año, el evento fue transmitido por primera vez internacionalmente: Argentina, España, Perú, República Dominicana, Sudáfrica, Venezuela y los países asociados a Eurovisión recibieron por primera vez el evento en el que la dictadura militar de Augusto Pinochet intentó mostrar una buena imagen del país al resto del mundo. En las noches del festival, durante los primeros años de dictadura, era común ver a Pinochet, a su cónyuge Lucía Hiriart, entre otros integrantes de la junta militar sentados en el palco, presenciando a los artistas invitados, quienes además eran presentados a su llegada al anfiteatro de la Quinta Vergara.
Dejando de lado el aspecto político, en 1975 durante el XVI Festival Internacional de la Canción de Viña del Mar ocurrió uno de los hitos más importantes de la televisión chilena, pues en este certamen y durante la última noche de festival se realizó el primer registro experimental en colores en Chile, siendo las actuaciones de Roberto Carlos y Sandro grabadas en este formato (pero no transmitidas en color). La grabación experimental en colores se realizó a la par con las grabaciones en "blanco y negro", motivo por el que existen grabaciones de un mismo artista en ambos formatos, pero con tomas de cámara desde posiciones diferentes.
Tres años más tarde, en 1978, el festival se convirtió en el primer programa de televisión emitido en colores en Chile, específicamente la premiación de la canción ganadora del certamen, el cual le fue otorgado a Fernando Ubiergo por su canción «El tiempo en las bastillas». Sin embargo, en su mayoría el festival siguió siendo emitido en blanco y negro por televisión, pero los avances tecnológicos de la época convirtieron al festival de 1979 en el último en ser emitido en este formato, pasando a la década de 1980 a ser transmitido íntegramente en color a todo el país.
Este hito significó su internacionalización definitiva cuando una estación europea lo transmitió a España y otros países europeos.

### Época dorada del festival (1980-1993)

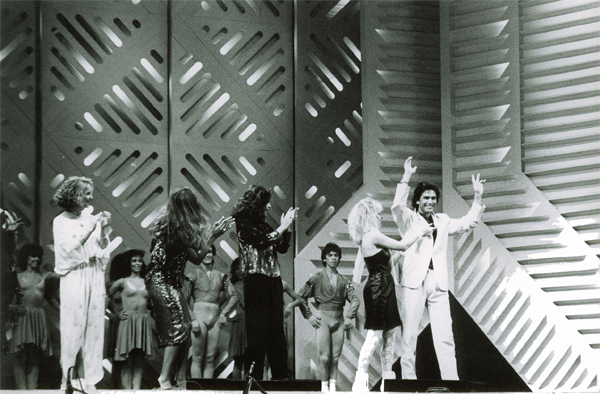
Premiación de la competencia internacional en el festival realizado en 1986.

En la década de 1980, el festival de viña se convirtió en un evento consagrado tanto a nivel nacional como internacional, en especial por la gran variedad de canciones en competencia, y por la invitación a artistas de talla internacional y muy populares de esos años. 
El XXII Festival de Viña (1981), ha sido considerado como la mejor edición del certamen debido al alto nivel de las canciones en las competiciones y a la calidad de los artistas invitados. Ese año contó con la presencia de tres de las más grandes estrellas hispanas, Julio Iglesias, Camilo Sesto y Miguel Bosé, el venezolano José Luis Rodríguez "El Puma" y los estadounidenses Ray Conniff y KC and The Sunshine Band.
A partir de la primera mitad de la década de 1980, y gracias a la gestión de Raúl Velasco, el festival comienza a ser transmitido en México a través de Televisa, y los Estados Unidos en la cadena Univisión. Esta alianza permite la llegada de artistas mexicanos como Luis Miguel, Yuri, Emmanuel, Verónica Castro y Lucía Méndez.
La edición de 1988, por su parte, estuvo marcada por los acontecimientos políticos sucedidos en la década y especialmente ante el próximo plebiscito que se celebraría ese año. Destacó el mensaje de apoyo dado por el vocalista de Mister Mister a artistas amenazados de muerte, o el conflicto generado por José Luis "Puma" Rodríguez con la organización del festival, donde lanzó su icónica frase «A veces hay que escuchar la voz del pueblo».
En esta década destaca la introducción de la música tropical y bailable como parte del show, con artistas como Johnny Ventura y Pachuco y la Cubanacán. Asimismo, vio el debut de artistas que años más tarde se convertirían en íconos de la música latina, como Luis Miguel, así como la continua presencia de estrellas de habla inglesa como Air Supply, Laura Branigan, Nazareth, REO Speedwagon, entre otros.

### Tiempos de cambio (1994-2004)

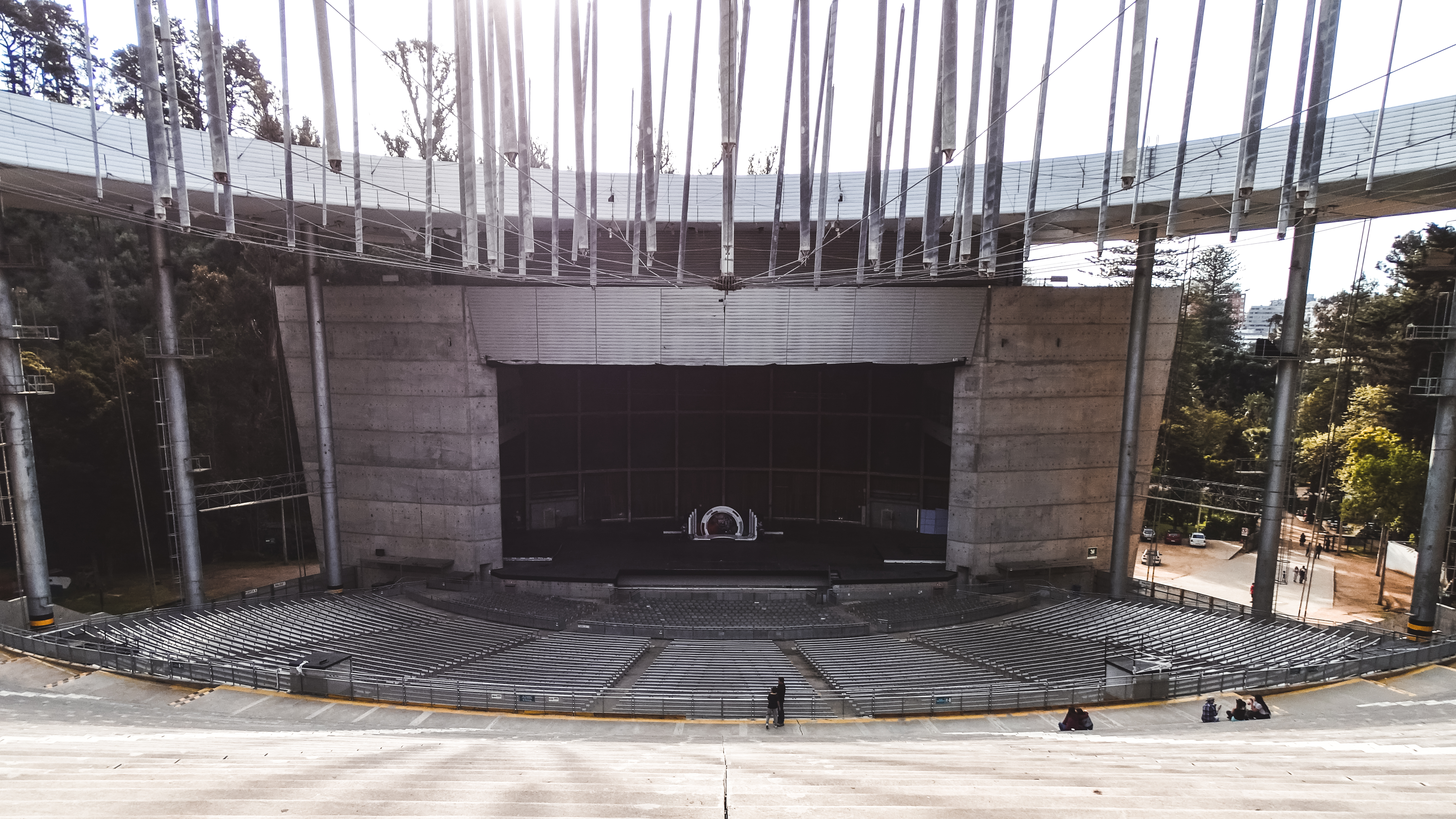
Anfiteatro de la Quinta Vergara inaugurado en 2002.

A mediados de los años 1990 el Festival comenzó a sufrir cambios. En parte, debido auge de la televisión por cable y sus cadenas de música, y también porque una nueva licitación determinó qué canal transmitiría el certamen: el canal histórico que lo había transmitido desde 1971, Televisión Nacional de Chile dejaba de tener los derechos, que pasaron a manos de Megavisión (hoy Mega), un canal de televisión que en ese entonces era relativamente nuevo, tenía 4 años de haberse fundado cuando obtuvo la licitación. El entonces nuevo canal estrechó alianzas con la reconocida cadena mexicana Televisa, y juntos sacaron adelante Viña '94; edición conocida mediáticamente en Chile como la "mexicanización" del Festival. La era de Mega, que se extendió hasta 1999, es recordada por estar poblada de figuras mexicanas como Luis Miguel, Lucero, Emmanuel, Juan Gabriel, Thalía, Paulina Rubio, Fey, Café Tacuba y Maná, por mencionar algunos, además de otros artistas internacionales como Donna Summer, Shakira, Backstreet Boys, Sofía Vergara, Emma Shapplin, Laura Pausini, Plácido Domingo y No Mercy; y artistas chilenos como Myriam Hernández, Luis Jara, Andrés de León, Nicole y La Ley, entre muchos otros.

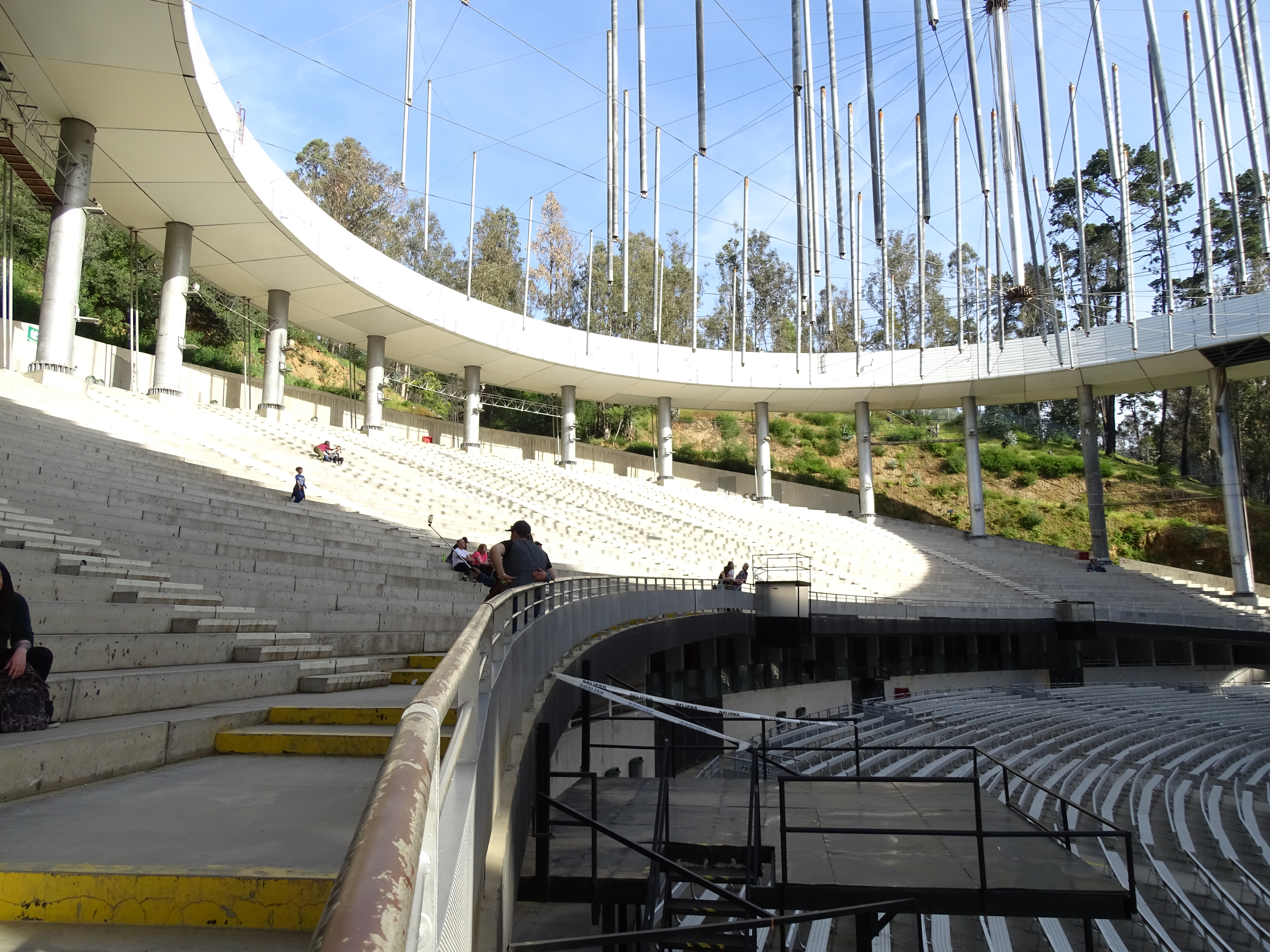
Quinta vergara, año 2017.

Años después, Viña 2000, ahora en manos de Canal 13, en ese entonces, es considerada una edición histórica al ser copresentado por una única conductora –Cecilia Bolocco–  junto a Antonio Vodanovic. Esa edición también es recordada por el escándalo en el escenario con la controvertida presentación de la brasileña Xuxa y su canción «Ilariê», y por concederle el Reinado del Festival a la recordada cantante cubana Celia Cruz. 
La concha acústica de la Quinta Vergara, escenario que albergó al festival desde 1967, fue demolida en abril de 2001, para en su lugar construir un renovado anfiteatro, el cual sería estrenado en el XLIII Festival Internacional de la Canción de Viña del Mar, año 2002.
En 2004, el presentador del evento, Antonio Vodanovic, anunció su retiro luego de haberlo conducido en 29 ocasiones. Fue reemplazado posteriormente por varios presentadores, entre ellos, el cantante argentino Ricardo Montaner y los presentadores Sergio Lagos y Felipe Camiroaga.

### Tiempos modernos (2005-actualidad)

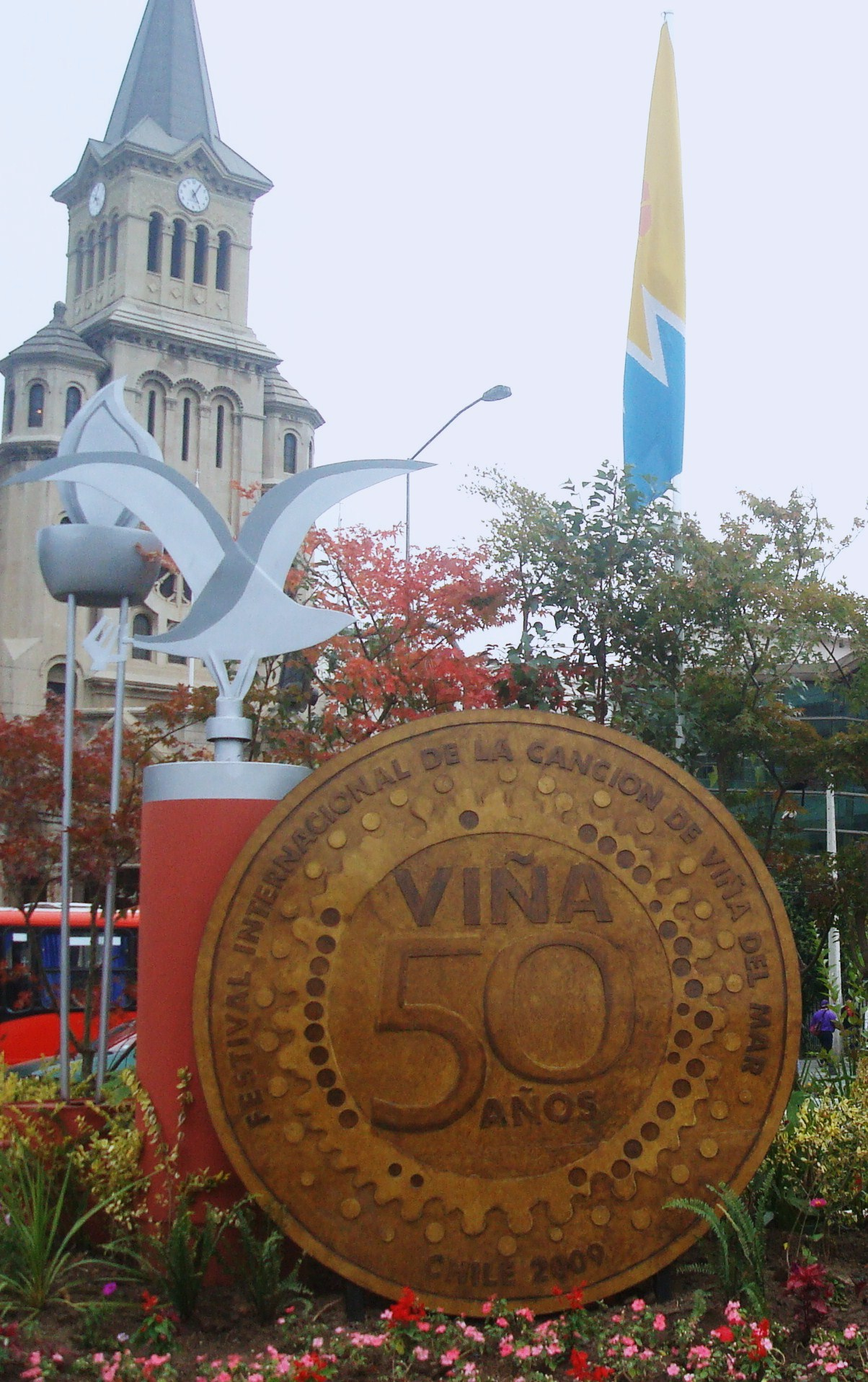
Celebración de los 50 años del festival de viña, año 2009.

A partir de la década de 2000, el festival fue paulatinamente decayendo en relevancia a nivel internacional, debido a la competición de otros eventos musicales en Latinoamérica, y ha sido criticado «por traer artistas poco atractivos o con carreras apoyadas en éxitos del pasado».
También se le critica el creciente enfoque en aspectos externos al festival mismo, ligados a la farándula, como por ejemplo la elección de la reina (y en menor medida del rey) del festival, y la tradicional fiesta de gala que inaugura el festival, donde participan autoridades administrativas, artistas invitados, el jurado, los participantes de las competiciones y otras figuras del espectáculo y de la televisión. Desde 2011 la alfombra roja de la gala es transmitida en vivo, a semejanza de las transmisiones en las entregas de premios estadounidenses como los Grammy o los Premios Óscar que lleva a cabo el canal E!.
Durante este período, el festival ha sido interrumpido por razones de fuerza mayor. La jornada de cierre del festival de 2010, el último evento producido por el primer periodo de la alianza Canal 13-TVN, que sería emitido el 27 de febrero de ese año, fue cancelada debido al terremoto que azotó al centro-sur del país con una magnitud de 8,8.
Entre los años 2011 y 2018, tanto la organización, producción, realización y transmisión del evento estuvo en manos de Chilevisión en las ediciones LII, LIII, LIV, LV, LVI, LVII, LVIII y LIX, canal que se adjudicó la realización del festival ofreciendo como renta 1.316.368 UF en la primera licitación de 2010, mientras que en la licitación de 2014 la señal ofreció 7.273.931 UF por los siguientes 4 años de concesión. Además, durante esta época y a partir de la edición de 2015 se eliminó el recordado galardón de la Antorcha (tanto de plata como de oro).
Las ediciones LX, LXI, LXII y LXIII del festival, tanto la organización, producción, realización y transmisión del Festival de Viña estuvo en manos de la alianza compuesta por Televisión Nacional de Chile, Canal 13 y Fox Networks Group Latin America (hoy Disney Media Networks Latin America), quienes se adjudicaron el certamen durante los años 2019, 2020, 2023 y 2024 por 9 038 656 UF (casi 400 millones de dólares).
Tras el inicio de la pandemia de COVID-19 en 2020, los canales organizadores –TVN y Canal 13, quienes volvieron a emitir el evento – solicitaron suspender el evento; sin embargo, la Municipalidad de Viña del Mar rechazó la solicitud, provocando controversia. Tras concluir que la 62.ª versión del Festival no podía ser realizada, el 10 de noviembre de 2020 la alcaldesa Virginia Reginato anunció oficialmente la cancelación del Festival de Viña por primera vez en su historia (en su versión que se realizaría en 2021), debido a la crisis sanitaria. Lo mismo ocurrió con la versión de 2022, cuya cancelación fue comunicada el 15 de septiembre de 2021 por el Consejo Municipal de la ciudad, ahora encabezado por la alcaldesa Macarena Ripamonti. El 16 de marzo de 2022 se confirmó el regreso del Festival de Viña en febrero de 2023.
La tradicional alfombra roja de la Gala del Festival de Viña, en dónde desfilan distintas figuras de la farándula nacional, cambió de nombre pasando a denominarse como Noche Cero, ésta gala tuvo que ser cancelada en 2 oportunidades debido a la contingencia nacional: el año 2020 producto del estallido social y el año 2024 producto de los incendios forestales que azotaron a gran parte de Viña del Mar y Quilpué. Paralelamente a ello, el año 2020 se realizó por última vez el concurso y la elección de Rey y Reina del Festival, siendo en la versión de 2023 eliminadas ambas figuras y reemplazadas por los embajadores del certamen.
Las ediciones LXIV, LXV, LXVI y LXVII del festival, tanto la organización, producción, realización y transmisión del Festival de Viña estará en manos de Megamedia a través de Mega y la productora Bizarro, quienes se adjudicaron la organización y producción del certamen para el periodo 2025-2028 por 11 513 908 UF. En esta ocasión se presentaron exigentes bases de licitación, las cuales contemplan: en primer lugar, la reincorporación de la gira promocional por América y/o Europa la cual será financiada por el concesionario (involucra la participación de la Comisión Promoción Festival en la cual participan funcionarios, autoridades municipales y miembros del canal concesionado), en segundo lugar, la exigencia de los arreglos y remodelación del Anfiteatro de la Quinta Vergara (en la cual el concesionario deberá hacerse cargo de cualquier daño que presente la infraestructura posterior al evento, estos arreglos tendrían un coste de 42.000 UF), en tercer lugar, la forma en que se deben elegir los artistas internacionales, quienes deben ser propuestos con seis meses de anticipación para que luego sea el municipio quién decida si lo acepta o no. Y finalmente, la última exigencia de las bases de licitación es el término anticipado del contrato que puede realizar de manera unilateral el municipio, sin necesidad de indemnizar a los canales. Debido a las exigencias de la licitación, sólo un consorcio se presentó al concurso, mientras que otras emisoras interesadas en la concesión reclamaron por la forma y las condiciones de las bases técnicas de la licitación. En este sentido, Canal 13 indicó que "el proceso de licitación debe ser declarado desierto", argumentando que la propuesta del único oferente la calificaron como "condicionada y no da cumplimiento a las bases, pues a lo menos en seis de sus puntos las transgrede". Asimismo, el canal presentó una demanda ante el Tribunal de Contratación Pública, en la que se solicita declarar ilegal y arbitrario el informe y acta emitido por la Comisión Evaluadora (que se presentó días antes y que señaló que la propuesta de Megamedia y Bizarro era accesible y "muy buena"), por no haberse dado cumplimiento a las exigencias establecidas en las Bases de licitación y principios generales de la contratación pública. La concesión se adjudicó a Mega el 2 de mayo de 2024.
En la jornada 3 de la versión 64.º del festival, el evento producido por el segundo periodo de Mega, cuyo canal que volvería emitirse después de 26 años desde la última vez en 1999, la cual se iba a realizar para el día 25 de febrero de ese año, fue suspendida y reprogramada para el día 1 de marzo debido al apagón que afectó entre las regiones Arica y Parinacota hasta Los Lagos en ese día.

## Espectáculo

### Artistas invitados

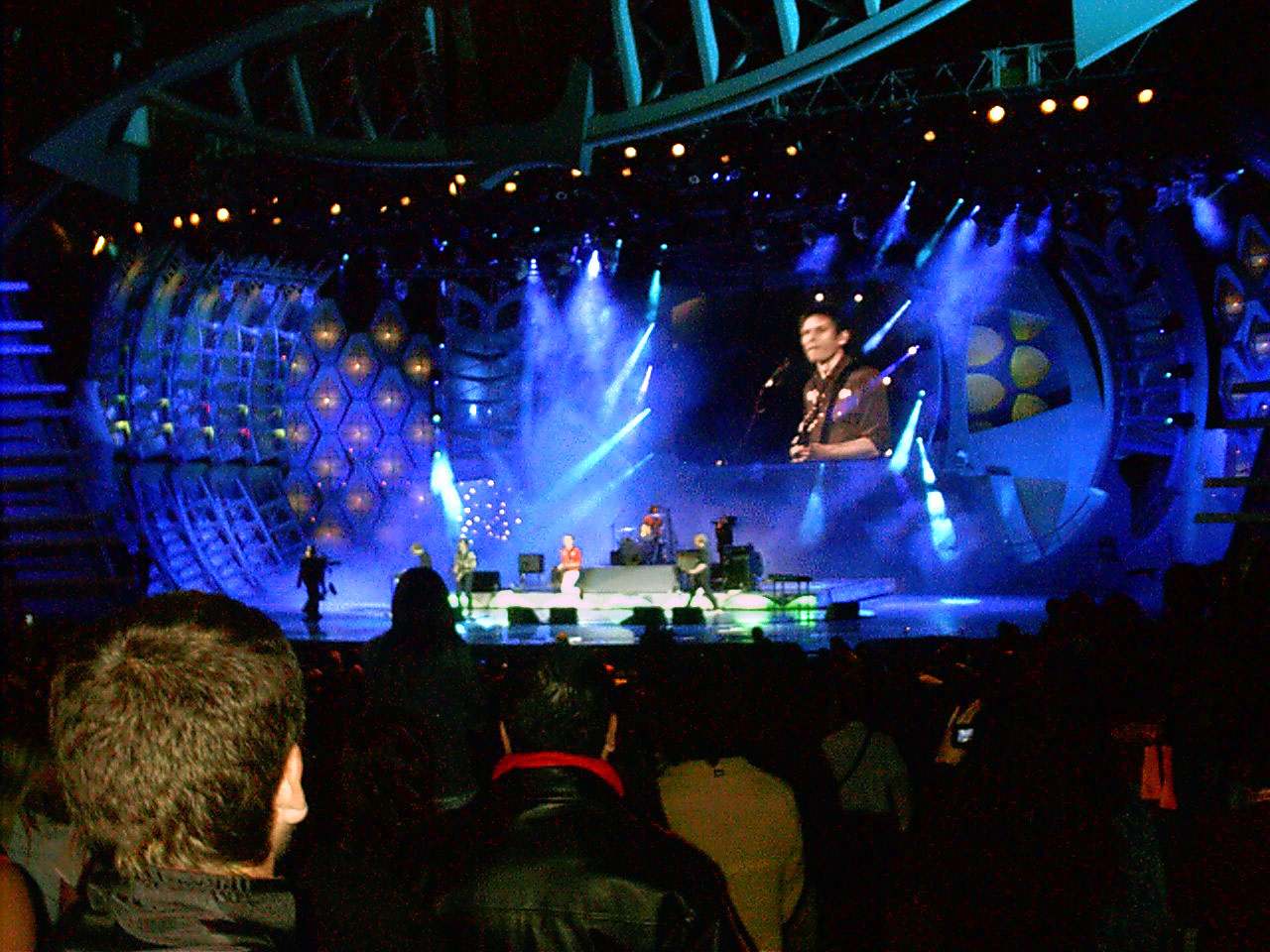
Presentación de la banda Franz Ferdinand en el festival de 2006.

Desde el año de 1960, diversos artistas han sido invitados para amenizar el Festival Internacional de la Canción de Viña del Mar, evento centrado en las competiciones musicales. Sin embargo, con el paso de los años, los invitados comenzaron a ganar un creciente protagonismo hasta convertirse en lo más importante del Festival, debido principalmente a su popularidad previa al evento.
Por el anfiteatro de la Quinta Vergara, han pasado artistas de todas las variedades musicales desde la música docta hasta la música popular, abarcando desde la música clásica, la música sacra y la ópera, con las participaciones tanto de los tenores Plácido Domingo y Andrea Bocelli como de las sopranos Emma Shapplin y Verónica Villarroel, pasando por la música instrumental y orquestada a cargo de Ray Conniff, Raúl di Blasio y Carlos Santana, hasta ritmos latinos y caribeños como la salsa, la cumbia, el reguetón, la bachata, el merengue, el trap latino y el pop urbano con las actuaciones de Celia Cruz, Ráfaga, Daddy Yankee, Karol G, Juan Luis Guerra, Aventura, Bad Bunny, Paloma Mami, Polimá Westcoast, Young Cister, Nicki Nicole, Duki, entre muchos otros. En el Festival, se han presentado los principales artistas hispanos y latinoamericanos; asimismo, el certamen ha servido como plataforma para diversos artistas emergentes y artistas debutantes cuya carrera la han iniciado años antes de participar como artistas invitados allí. 
A causa del aislamiento en que Chile se encontraba durante los años 1980, el Festival de Viña del Mar era prácticamente el único lugar donde los artistas anglosajones podían presentarse ante el público chileno: era el único escenario que podía pagar los valores de la época para traer artistas internacionales y que contaba con las exigencias acústicas y tecnológicas en ese entonces. Sin embargo, a partir de 1990, los artistas anglosajones comenzaron a realizar diversos conciertos en el país y comenzó a decaer su interés por este certamen, concentrándose la parrilla programática artistas hispanoparlantes. Pese a que desde principios del siglo XXI los artistas angloparlantes han sido principalmente bandas y vocalistas del recuerdo, también ha habido artistas de los ingleses anglosajones que se presentaron en su mejor momento, como The Police, Sheena Easton, A*Teens, Faith No More, Men at Work, Franz Ferdinand, Rod Stewart, Tom Jones, Journey, Nelly Furtado, Paul Anka, Jonas Brothers, Elton John, Olivia Newton-John, Peter Cetera, Jamiroquai, Europe, Backstreet Boys, Becky G, Christina Aguilera, Incubus y The Cult, entre muchos otros.
Las presentaciones de humor han sido también características a lo largo de la historia del Festival, catapultando a artistas como Coco Legrand, Bombo Fica, Álvaro Salas, Gigi Martin y Mauricio Flores ("Melón y Melame"), Dinamita Show, Stefan Kramer, Pedro Ruminot, Felipe Avello, Diego Urrutia, Fabrizio Copano o Edo Caroe al estrellato de la comedia, el humor y del stand up comedy nacional, así como a humoristas, actores y comediantes extranjeros de la talla de Sandy, Carlos "Mono" Sánchez, Alejandra Azcárate y Bonco Quiñongo; aunque también ha destruido la carrera de artistas que no han sido aprobados por "El Monstruo", como es el caso de Luis Pescetti, Sarah Sanders, George Harris, Ricardo Meruane, Sergio Feito y su hijo, Óscar Gangas, Pablo Zamora y Kurt Carrera (Profesor Salomón y "Tutu-Tutu"), Ruddy Rey y Jani Dueñas. Así, desde los años 2000, el número de humoristas en el Festival se ha reducido desde uno cada noche en 2000 a apenas uno en 2012. Algunos de estos números han sido reemplazados por números de variedades provenientes del extranjero.
Con un millón de dólares por su presentación en 2012, el mexicano Luis Miguel se convirtió en el artista mejor pagado en la historia del Festival —además de ser el primer artista premiado con una inédita "Gaviota de Platino"—, seguido por el británico Elton John con 850 000 dólares en 2013.

### Público y entrega de galardones

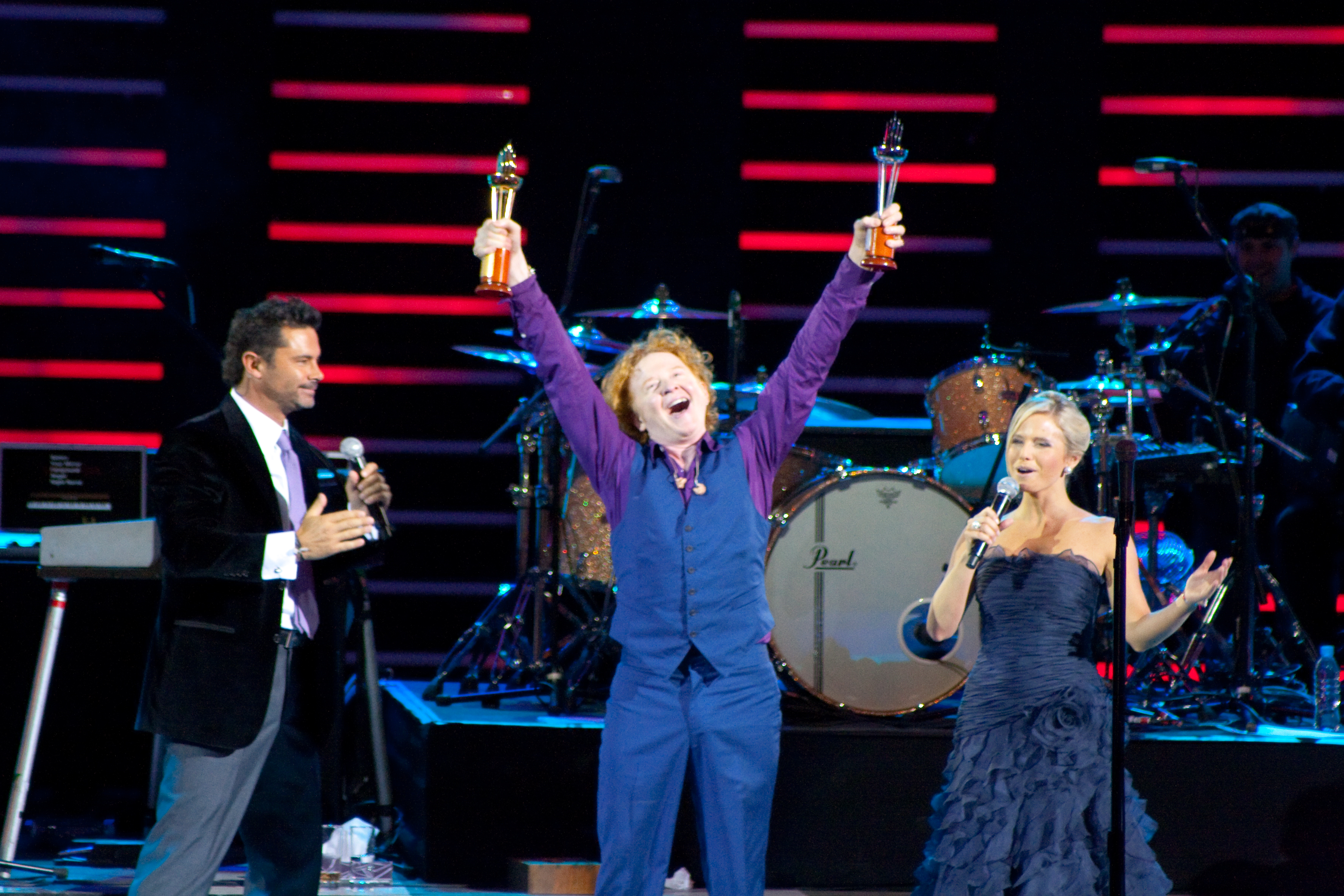
Mick Hucknall del grupo Simply Red sostiene las antorchas de plata y oro, dos de los galardones que se entregan en el certamen.

En febrero de 1960, el premio para el ganador de la primera edición del Festival fue una placa conmemorativa junto con Eº 500. Al año siguiente, se incorporó la Lira de Oro como trofeo a los ganadores. En 1969, la Gaviota de Plata reemplazó tanto a la Lira de Oro —el premio original para la competencia internacional entre 1961 y 1968 y para la folclórica desde 1961 hasta 1964— como al Arpa de Oro —el premio para la competencia folclórica entre 1965 y 1968—. El monto otorgado al primer lugar de las categorías folclórica e internacional se ha incrementado a lo largo del tiempo —en 1963, subió a Eº 1000; en 1965, a Eº 1500; y en 1966, a Eº 2000— hasta alcanzar los USD 35 000 en 2013.
La primera vez que se entregó a un artista que no participaba en la competencia internacional fue en 1972, cuando se otorgó al humorista argentino-chileno Bigote Arrocet. Dos años después, volvió a recibirla, cuando cantó, entre otras canciones, el tema «Libre», original del artista español Nino Bravo. Pese a las interpretaciones posteriores sobre ello, la intención del humorista fue solo homenajear al cantante que murió en un accidente automovilístico en abril del año anterior.
Desde fines de los años 1970, se hizo común que el público exigiera la entrega de la Gaviota a los artistas invitados que se destacaban en su actuación. El público del Festival comenzó a aplaudir, ignorar o abuchear a los artistas cada noche, lo que originó su apelativo de El Monstruo por su tradición de «devorar» a aquellos que no eran de su agrado. En 1981, se entregó la Gaviota de Plata a los cantantes españoles Camilo Sesto y Julio Iglesias, hecho que se repitió en 1988, debido a la presión ejercida por el artista a favor de la entrega, el venezolano José Luis "Puma" Rodríguez. La famosa frase «A veces hay que escuchar la voz del pueblo» dicha por el propio cantante, obligó a la alcaldesa de la ciudad de ese entonces Eugenia Garrido a decidir la entrega de la Gaviota de Plata a un artista que no participaba en el concurso de canciones.
Con el correr de los años, la entrega de Gaviotas se repitió, convirtiéndose en tradición, a pesar de que en 1983 la Comisión Organizadora había creado la Antorcha de Plata, en honor a las antorchas que encendía el público de la Quinta Vergara como aprobación a los cantantes. Aunque la Antorcha se originó para reemplazar a la Gaviota y reservarla definitivamente a los participantes, la presión del público obligó a la entrega de Antorchas y Gaviotas.
En 1999, nació la Gaviota de Oro como forma de reconocer al cantautor y compositor mexicano Juan Gabriel por su exitosa presentación en cuatro festivales consecutivos. Sin embargo, el cantautor mexicano se retiró días antes, por lo que el trofeo fue entregado al también cantautor guatemalteco Ricardo Arjona, quien también había tenido una actuación destacable y que había sido elegido el artista más popular ese año. Aunque en 2000 se intentó que este galardón fuese reservado sólo para la especial competencia internacional de ese año, donde se eligió la mejor canción de la historia del certamen internacional, la Gaviota de Oro comenzó a ser repartida de manera indiscriminada. Aunque posteriormente un nuevo intento de regular la entrega de Gaviotas dio origen a la Antorcha de Oro, en los últimos eventos ha sido común la entrega a los artistas invitados de todos los galardones, lo que ha originado diversas críticas y burlas, por lo cual la Gaviota de Oro se dejó de entregar en 2005, pero se restableció en 2011, en su 52.ª versión.
En 2003, se presentó por primera vez en el Festival uno de los mayores exponentes del rock y la música latinoamericana, el argentino Charly García, quien deslumbró al público que lo había esperado por años. En la misma edición, el cantautor italiano Franco Simone por haber reunido treinta años de éxito en Sudamérica con sus canciones traducidas al español, recibió el "Lifetime Achievement Award".[cita requerida]
Desde 2005 hasta 2010, los premios otorgados, en orden de importancia, fueron la Antorcha de Plata, la Antorcha de Oro y la Gaviota de Plata. Sin embargo, el público pidió insistentemente la inexistente Gaviota de Oro para algunos artistas, ante lo cual los animadores, para calmar al Monstruo y así poder continuar con los restantes artistas de la jornada, entregaron una Gaviota de Oro simbólica, en forma de una segunda Gaviota de Plata. En ese periodo, recibieron doble Gaviota de Plata en una misma presentación el puertorriqueño Ricky Martin en 2007, así como el chileno radicado en los Estados Unidos, Américo; y el propio Ricardo Arjona en 2010. Como forma de conmemorar el cincuentenario del evento en 2009, se restableció la Lira de Oro para los ganadores de la competencia, siendo este premio entregado de forma única.
En 2011, abrió el Festival el legendario cantante brasileño Roberto Carlos, después de 20 años sin presentarse allí, y se restableció la Gaviota de Oro, que fue otorgada, en la cuarta noche al cantante puertorriqueño Chayanne, en la quinta noche al cantante británico Sting y al grupo chileno Los Jaivas, y en la última noche al español Alejandro Sanz. Más tarde, se le entregó igualmente las dos Gaviotas al cantautor español José Luis Perales siendo este uno de los mayores exponentes de la música de habla hispana y además uno de los grandes invitados a este evento.
En 2012 se entregó la Gaviota de Platino por primera vez, especialmente al mexicano Luis Miguel, en reconocimiento a sus 30 años de trayectoria celebrados el 22 de febrero de 2012. Además, la entonces alcaldesa de la ciudad, Virginia Reginato, le entregó las Llaves de la Ciudad como símbolo de cariño y reconociendo la trayectoria del artista. En la edición de 2017, se entregó por segunda vez este galardón, esta vez para la española Isabel Pantoja, en honor a su amistad con Juan Gabriel, quien murió antes de poder participar junto a ella en el Festival. Dos años después, en la primera noche de la edición de 2019, se entregó por tercera vez este reconocimiento, esta vez, de manera póstuma al cantante chileno Lucho Gatica por sus años de trayectoria; y en su representación, fue entregado por su sobrino, el productor musical chileno Humberto Gatica, quien fue el presidente del jurado de esta edición; y en la tercera noche de la edición de 2023, la actual alcaldesa Macarena Ripamonti entregó por cuarta vez este premio, esta vez, al grupo musical de rock-folclórico chileno Los Jaivas por los 60 años de trayectoria, siendo el primer grupo musical en recibir ese galardón por su carrera musical. 
En enero de 2015, se decidió eliminar la Antorcha de Plata y la Antorcha de Oro, reemplazándolo por la Gaviota y por un premio para los artistas, esto empezaría desde la edición LVI del Festival Internacional. El motivo se debe a la "desvalorización" que habría sufrido en años anteriores y a la "excesiva" intervención de los presentadores, que por lo general eran 4 veces las intervenciones al entregar los mismos.

## Organización

### Transmisión televisiva
En 1963, el festival se televisó en forma experimental para Santiago por el Canal 9 de Televisión de la Universidad de Chile. En 1969 el Canal 13 transmitió las finales del certamen de ese año.
En 1971, los derechos de transmisión se otorgaron a Televisión Nacional de Chile (TVN), con cobertura en gran parte del país. En 1978, el festival fue el primer programa de televisión emitido en colores en Chile. TVN transmitiría el festival de forma ininterrumpida hasta el año 1993.
En 1994, la transmisión íntegra del festival se le designó por cinco años a Megavisión, en coproducción con Televisa de México, por divergencias públicas con Televisión Nacional, lo cual llega hasta la justicia; en 1996, dicha concesión fue renovada por otros tres años. 
En 2000, la transmisión se entregó a Canal 13 por segunda vez, contrato que duró hasta 2006. 
En abril de 2006, Canal 13 se adjudicó por otros cuatro años la realización del evento, luego de que el municipio viñamarino, rechazara la propuesta de Mega. Canal 13 había anunciado el día del cierre de las inscripciones a la licitación, a una alianza estratégica con Televisión Nacional de Chile (TVN) por segunda vez, permitiendo su transmisión a través de la señal internacional TV Chile. La jornada de cierre del último evento producido por la alianza Canal 13-TVN, correspondiente al 27 de febrero de 2010, fue cancelada, debido al terremoto que afectó al centro y sur del país, alcanzando los 8,8 grados de magnitud.
En mayo de ese año, Chilevisión se adjudicó la licitación del certamen para el periodo 2011-2014 por segunda vez. Esta licitación produjo una controversia entre los sectores de centro-izquierda e izquierda, principalmente partidos de la Concertación, debido a que el canal era administrado todavía por el presidente de la República, Sebastián Piñera, por lo que amenazaron con no votar contra los nombramientos en TVN y CNTV. En abril de 2014, la concesión del evento se renovó con Chilevisión por otros cuatro años (2015-2018), que ofreció la cantidad de 10 millones de UF.
En marzo de 2018, Chilevisión nuevamente intentó renovar la licitación, pero Canal 13 y TVN nuevamente se aliaron, esta tercera vez con el grupo Fox e Ibero Americana Radio Chile, para pagar un monto muy superior al que ofreció Chilevisión y se quedarían con la licitación para el periodo 2019-2024; el anuncio oficial estaba programado para el 15 de mayo de ese año, sin embargo, se adelantó para el 12 de abril, cuando el Consejo Municipal de Viña del Mar, confirmó oficialmente a Canal 13 y TVN, como los nuevos canales oficiales del evento.8.

### Presentadores

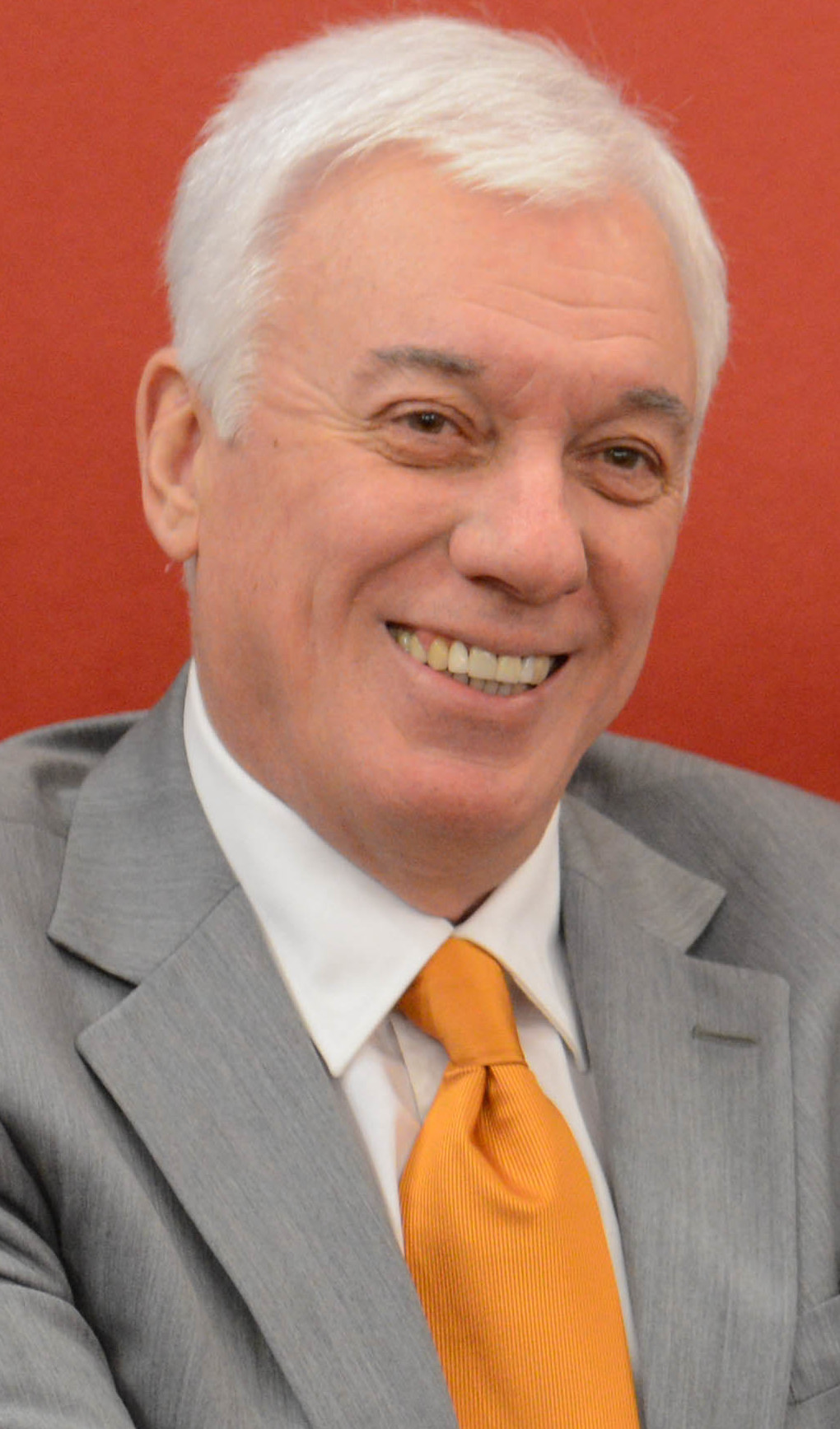
Antonio Vodanovic, presentador del Festival durante 29 años consecutivos, entre 1976 y 2004.

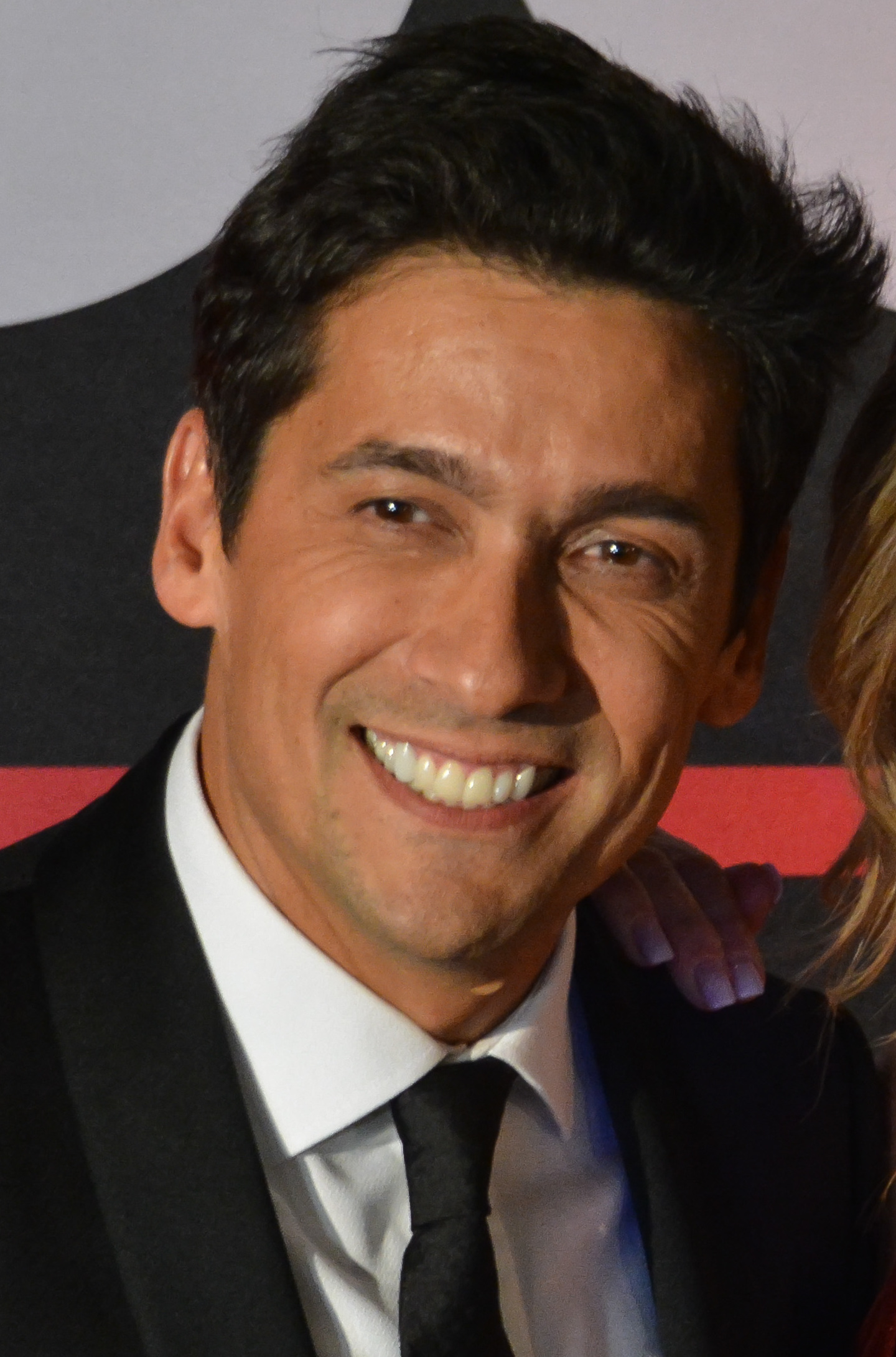
Rafael Araneda, presentador del Festival, entre 2011 y 2018. Vuelve a repetir ese rol en 2025.

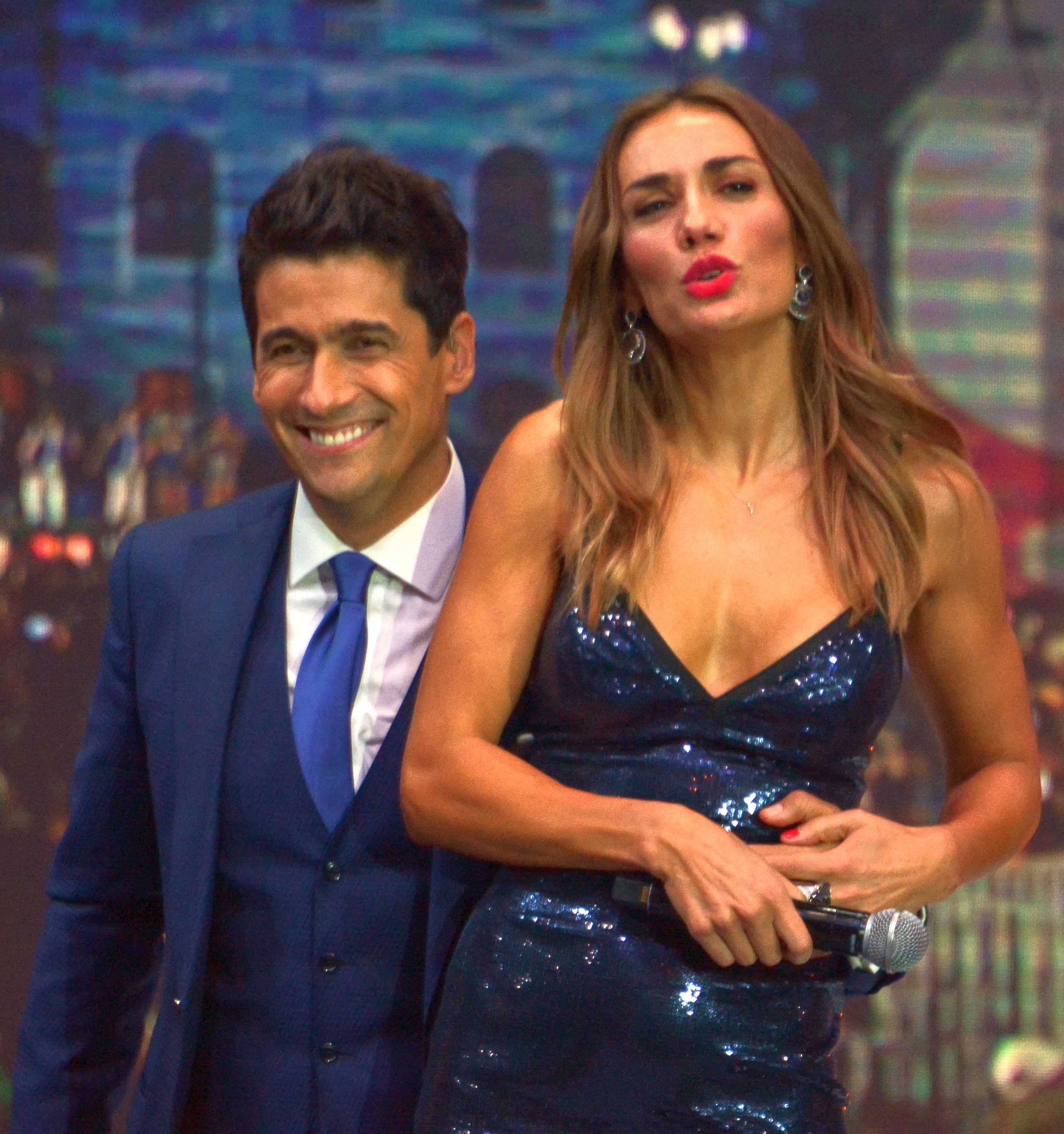
Rafael Araneda y Carolina de Moras fueron los presentadores del festival desde 2014 hasta 2018.

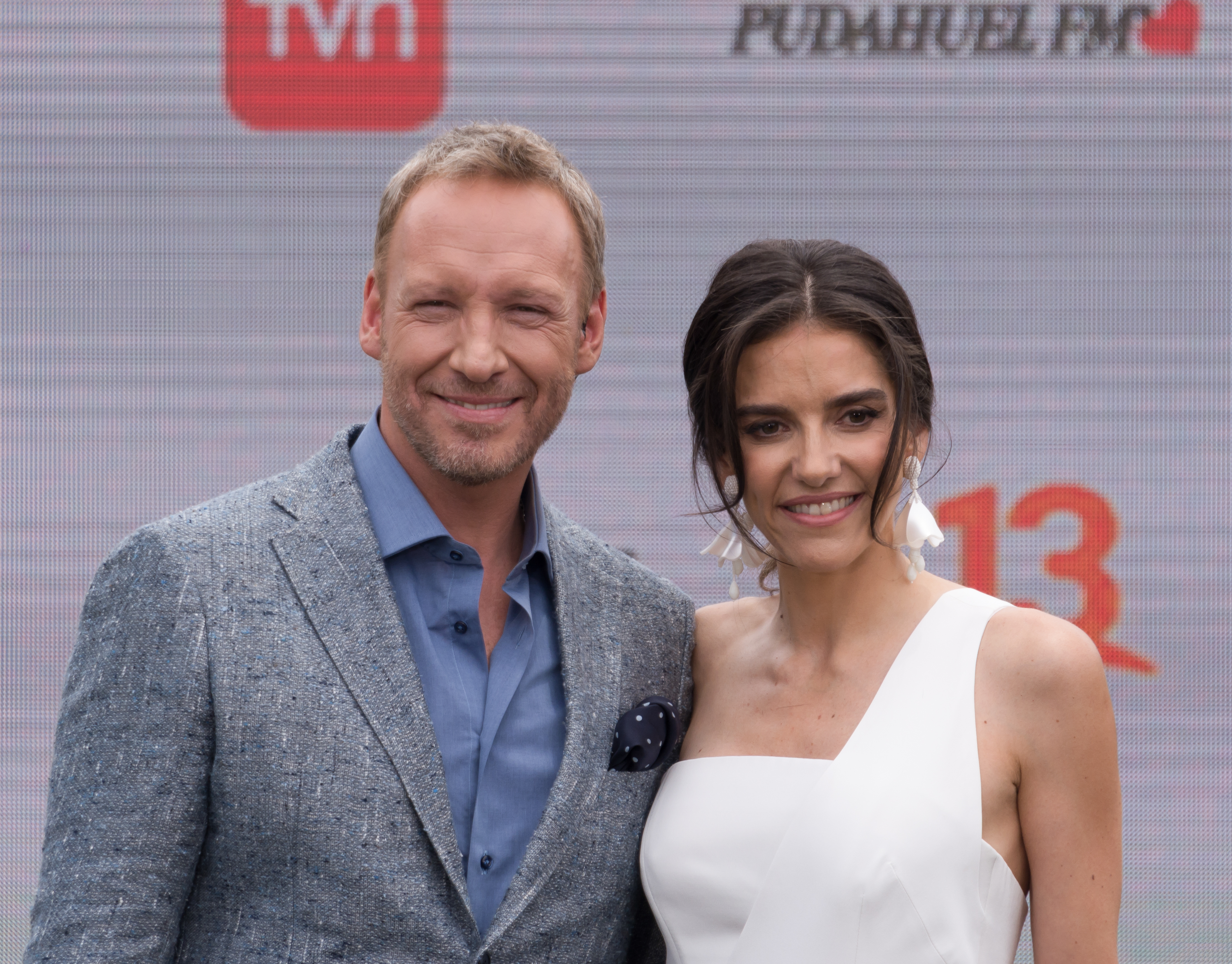
Martín Cárcamo y María Luisa Godoy fueron los presentadores del festival en las ediciones de 2019, 2020 y 2023.

Durante sus primeros años, el Festival de Viña del Mar fue animado por diferentes personas, destacándose Ricardo García, quien fuera uno de los primeros anfitriones del festival, y que durante los años 1970 fue el presentador de los animadores oficiales, y de los artistas invitados. García se hizo merecedor del reconocimiento, y del cariño del público, su último festival como coanimador fue el de 1976.
Quien también se destacó en la animación fue el reconocido periodista chileno Raúl Matas, y Ricardo García.
En 1968, César Antonio Santis se convirtió en el primer presentador estable del festival, el cual se mantuvo hasta 1975. Santis se destacó gracias a su estilo, y la elegancia con la que presentaba a los diferentes artistas sobre el escenario.
En 1976, Santis es reemplazado por Antonio Vodanovic, quien se transformó en todo un símbolo del Festival, esto debido al carisma que tuvo desde un comienzo con el público, lo cual le hizo ser el anfitrión del certamen durante veintinueve años consecutivos, siendo acompañado por diversas copresentadoras, entre las que se destacaron María Graciela Gómez, María Olga Fernández, Paulina Nin de Cardona y Pamela Hodar.
En 2000, la presentadora de televisión Cecilia Bolocco asumió como presentadora junto a Antonio y, entre 2003 y 2006, la cantante Myriam Hernández actuó como presentadora oficial. Luego, Antonio Vodanovic anunció su retiro de la animación luego del XLV Festival Internacional de la Canción de Viña del Mar, en 2004. El verano siguiente, tras el alejamiento de Antonio, el cantante argentino/venezolano Ricardo Montaner debutó como presentador acompañando a Myriam. Sin embargo, las críticas de la prensa por su inexperiencia en el papel de presentador hicieron que no aceptara participar de la próxima edición de este festival y decidió por otros compromisos ya pactados, mientras que en el evento de 2006, debuta como presentador el periodista, músico y presentador Sergio Lagos, quien también acompañó a Myriam en esta edición. La alianza entre la Universidad Católica de Chile Televisión (Canal 13) y Televisión Nacional de Chile debutó en el evento de 2007, siendo este presentado por Sergio Lagos (Canal 13) y Tonka Tomicic (TVN), dupla que se mantuvo hasta 2008. A partir de ese año, se comenzó a elegir a los principales rostros de cada uno de los canales anfitriones, para que sean los encargados de la animación del festival. En 2009 y 2010, el evento fue conducido por Felipe Camiroaga (TVN) y Soledad Onetto (Canal 13).
En 2010, la licitación de la transmisión se la adjudicó Chilevisión. Este canal se llevó a Rafael Araneda, de TVN, para que junto con Eva Gómez animara el Festival en sus versiones de 2011, 2012 y 2013. Desde 2014, Carolina de Moras fue elegida para acompañar a Araneda en la animación del Festival, dupla que se mantuvo hasta 2018. 
En 2018, luego de que TVN y Canal 13 se adjudicaran la licitación de la transmisión para este festival, se anunció que los animadores para la LX edición del festival eran María Luisa Godoy (TVN) y Martín Cárcamo (Canal 13), dupla que estuvo a cargo de las ediciones de 2019, 2020 y 2023. Sin embargo, para 2024, el último año de concesión entre Canal 13 y TVN, son confirmados como animadores Francisco Saavedra (reemplazando a Martín Cárcamo) y María Luisa Godoy.
En 2024, luego que Mega se adjudicaran la licitación de la transmisión para este festival, se anunció que los animadores para la LXIV edición del festival se confirmó a Karen Doggenweiler como animadora del certamen y además se confirmó el regreso de Rafael Araneda a la animación del festival desde la última vez en 2018.

## Orquesta y Coro

### Primeros años de la orquesta y su relevancia en la década del 70 y 80
Durante la década de 1960, la música del festival estuvo a cargo de la Orquesta del Casino de Viña del Mar, dirigida por el maestro Izidor Handler, quien estaría en la dirección a partir del primer festival de la canción, hasta 1969.
En 1970, el reconocido maestro Vicente Bianchi se hace cargo de la orquesta y coro. En 1971, asume la dirección orquestal el maestro Horacio Saavedra junto a Saúl San Martín, director argentino residente en Chile. Ambos son los encargados de dirigir la orquesta y el coro del festival, pero sería el debutante Horario Saavedra quien ganaría el reconocimiento del público, y se convertiría en la imagen musical del certamen. Saavedra se mantendría a cargo de la orquesta por casi 40 años, hasta 2010, con excepción de las ediciones de 1975, 1978 y 1991 cuando asumió la dirección orquestal el maestro Juan Azúa, y en 1992, cuando asume la dirección el maestro Juan Salazar.
Durante la década de 1970 y parte de la década de 1980, la orquesta y coro del festival ganó un gran protagonismo, pues serían los encargados de acompañar musicalmente a los representantes de los diversos países en las competencias internacional y folclórica, y especialmente a muchos de los grandes artistas que se presentaban sobre el escenario. Entre los artistas internacionales que acompañó la orquesta se encuentran Sandro (1975), Albert Hammond (1977 y 2013), Maria Creuza (1978), José Luis Rodríguez (1980 y 1981), Julio Iglesias (1981), Salvatore Adamo (1982), Raffaella Carrà (1982), Paloma San Basilio (1983), Massiel (1984), y Yuri (1984). Entre los artistas nacionales acompañados por la orquesta del festival se encuentran Luis Dimas (1977).
En aquellos años, la orquesta y en especial su director Horacio Saavedra ganaron importantes reconocimientos por parte de cada uno de esos artistas, quienes elogiaban a los músicos de la orquesta y destacaban el nivel de dominio musical presente en estos músicos. Muchas veces estos elogios ocurrían sobre el escenario mismo y en medio de los shows de estos artistas, y estos reconocimientos a su vez les permitió a estos músicos ser dirigidos por grandes maestros orquestales en Viña del Mar, como Paul Mauriat en 1980, Don Costa en 1982, Claude Caravelli en 1982, y Ray Conniff en 1978, 1979y 1981.
Es importante destacar que, en la construcción del primer escenario de la Quinta Vergara, la recordada Concha Acústica, se designó un espacio exclusivo para la orquesta, el cual se encontraba en un foso orquestal frente al escenario principal. Aquel espacio se utilizó durante toda la década de 1970 y en variadas ocasiones en la década de 1980, eso daba como característica que los artistas muchas veces se encontraban "solos" sobre el escenario, teniendo a toda la orquesta frente a ellos (fenómeno similar al que ocurre en los teatros) y que además permitía al público ver a todos estos músicos, profesoras y profesores chilenos mientras tocaban en vivo para artistas de nivel mundial.

### Década del 90 y cambios posteriores al año 2000
Con el paso de los años, sobre todo desde la década de 1990 en adelante, la orquesta y coro del festival fue quedando sólo a cargo de la musicalización de las competencias internacional y folclórica, debido a que los artistas invitados preferían traer junto a ellos a sus propios músicos. Esto jugó en desventaja a la orquesta, la cual pasó de ser protagonistas permanentes de los shows internacionales, a únicamente acompañar a los intérpretes de las competencias, y a hacer las cortinas musicales de cada certamen.
A lo anterior se suma que en la remodelación del anfiteatro el año 2001, el espacio destinado a la orquesta del festival fue eliminado, y los músicos fueron ubicados al fondo del escenario. Actualmente la orquesta del festival muchas veces permanece oculta del público, y eso da a los asistentes la sensación de que las cortinas y fanfarrias actuales son una "grabación", cuando en realidad no es así.
En 2010, después de finalizar el festival de ese año, se conocieron diversas polémicas en torno al director Horacio Saavedra, a quien se le acusó de irregularidades tanto técnicas como administrativas cometidas de manera sistemática hacia los músicos de la orquesta a lo largo de los casi 40 años que se mantuvo a cargo de la parte musical del certamen. Esta situación se dio a conocer a través de una carta enviada por el saxofonista Andrés Pérez Muñoz, «en representación de los músicos de la Orquesta del Festival de Viña» . En dicha carta se pedía la expulsión de Horacio Saavedra como consejero de la Sociedad Chilena del Derecho de Autor.
Este hecho también marcaría el fin de Horacio Saavedra como director musical del certamen.

### Cambio de director musical y la orquesta en la actualidad
En 2011, la orquesta del festival pasa a la dirección del baterista y productor musical Carlos Figueroa Salazar, quien marca un nuevo estilo en la musicalización del festival. Durante la gestión musical de Carlos Figueroa sucedieron hechos históricos relacionados exclusivamente con la orquesta festival, uno de ellos fue la incorporación de nuevos músicos, entre ellos la primera mujer baterista de la orquesta, quien debutó en 2019.
Su paso por la orquesta del festival de Viña del Mar no estuvo exento de dificultades, pues durante los años 2021 y 2022 se suspendió el evento debido a la pandemia Covid-19.
A finales de 2022 se confirmó la realización del festival de Viña del Mar 2023, sin embargo, el 29 de enero de 2023, los canales organizadores anunciaron que (por primera vez en sus 63 años de historia) el certamen no contaría de manera presencial con la orquesta festival, la que cada año musicaliza el desarrollo del evento como parte medular de las competencias. A su vez, se anunció que la música de los participantes de las competencias y las cortinas musicales del certamen serían producidas de forma envasada en Santiago. Esta determinación fue justificada por supuestas razones económicas por parte de la producción general del evento, lo que generó críticas de diversos sectores, tanto del ámbito político provenientes de la alcaldesa Macarena Ripamonti, y también del mundo artístico musical, principalmente desde la Sociedad Chilena de Autores e Intérpretes Musicales (SCD) y además de artistas musicales chilenos como Valentín Trujillo, quién señaló que es un «musicidio calificado» y que «¿Prefieren gastar en alfombras rojas para fiestas?».
Estos hechos motivaron la renuncia de Figueroa al cargo de director musical del certamen a solo 16 días del inicio del evento, previamente ya había manifestado su descontento con la medida tomada por la organización. Por otra parte, Figueroa tenía la potestad sobre las pistas que ya se habían grabado para las competencias, por lo que decidió llevárselas y así dejar al evento sin el soporte musical básico de uno de sus ejes centrales. En rigor, su partida dejaba al certamen sin poder realizar las competencias, por ende, la realización del festival de 2023 se vio en peligro, pues las bases de licitación indican que se deben realizar las competencias para justificar el desarrollo del evento.
Finalmente el 7 de febrero del mismo año, la alcaldesa Ripamonti confirmó que después de «diversas conversaciones con los canales de televisión» la orquesta del Festival sí estaría presente tocando música en vivo en el certamen viñamarino, posterior a renegociaciones y acuerdos entre la organización y Figueroa.
Sin embargo, la orquesta tuvo variados recortes, en consecuencia hubo menor cantidad de músicos en escena, pero también se tuvo la idea de posicionar a la orquesta a un costado del escenario, lo que no se realizaba desde hace muchos años, pues la orquesta siempre se mantuvo oculta al público (excepto durante las competencias).
Figueroa se mantuvo a cargo de la orquesta desde 2011 hasta 2023.
En octubre de 2023 se anuncia la salida de Carlos Figueroa tras 12 años en la orquesta y en su reemplazo para la edición 2024 estará Roberto López.

### Presentación de otras orquestas en el Festival
Durante el desarrollo del LII Festival Internacional de la Canción de Viña del Mar, el músico y cantante británico Sting presentó una versión sinfónica de sus principales temas, en donde estuvo acompañado por la Orquesta Sinfónica de Chile, dirigida por el maestro Steven Mercurio, quienes por primera vez se presentaron en el certamen viñamarino.
En 2017, se volvería a presentar la orquesta sinfónica de chile, esta vez conformada por 92 músicos acompañando a la cantante española Isabel Pantoja.
El año 2024 se presentó la Orquesta Metropolitana de Santiago, orquesta que convocó a músicos de diversas sinfónicas y que contó con la presencia de 74 músicos y 40 coristas acompañando al mundialmente reconocido tenor italiano Andrea Bocelli, quien se encontraba celebrando sus 30 años de carrera musical; bajo la dirección del maestro Steven Mercurio por segunda vez en el festival.
Cada una de estas presentaciones han causado impacto y revuelo importante en aquellas ediciones, convirtiendo con el paso de los años a los espectáculos sinfónicos en los más importantes y esperados del festival.

## Ediciones y animadores
En la lista que se detalla a continuación, se nombran los presentadores del certamen y los canales de televisión y radioemisoras que lo han transmitido:
| #       | Año  | Presentadores | Difusión              | Difusión                   | Difusión                   | Difusión                                                 | Difusión              | Ref.                            |
| #       | Año  | Presentadores | TV abierta            | Señal intl.                | TV paga                    | Radio                                                    | Streaming             | Ref.                            |
| ------- | ---- | --- | --------------------- | -------------------------- | -------------------------- | -------------------------------------------------------- | --------------------- | ------------------------------- |
| I       | 1960 | Ricardo García y Carlos de la Sotta                                                                                       |                       |                            |                            |                                                          |                       |                                 |
| II      | 1961 | Ricardo García y Heraldo García                                                                                           |                       |                            |                            |                                                          |                       |                                 |
| III     | 1962 | Ricardo García y Heraldo García                                                                                           |                       |                            |                            |                                                          |                       |                                 |
| IV      | 1963 | Ricardo García y Heraldo García                                                                                           | Canal 9               | Radio Minería              |                            |                                                          |                       |                                 |
| V       | 1964 | Ricardo García y Heraldo García                                                                                           |                       | Radio Minería              |                            |                                                          |                       |                                 |
| VI      | 1965 | Ricardo García, Raúl Matas y Heraldo García                                                                               |                       | Radio Minería              |                            |                                                          |                       |                                 |
| VII     | 1966 | Ricardo García, Raúl Matas y Heraldo García                                                                               |                       | Radio Minería              |                            |                                                          |                       |                                 |
| VIII    | 1967 | Ricardo García y Laura Gudack                                                                                             |                       | Radio Minería              |                            |                                                          |                       |                                 |
| IX      | 1968 | César Antonio Santis y Laura Gudack                                                                                       |                       | Radio Minería              |                            |                                                          |                       |                                 |
| X       | 1969 | César Antonio Santis y Laura Gudack                                                                                       | Canal 13              | Radio Minería              |                            |                                                          |                       |                                 |
| XI      | 1970 | César Antonio Santis | UCV Televisión        | Radio Minería              |                            |                                                          |                       |                                 |
| XII     | 1971 | Alejandro Chávez Pinto y Luis Caprile Vidal                                                                               | TVN                   | Radio Minería              |                            |                                                          |                       |                                 |
| XIII    | 1972 | César Antonio Santis y Gabriela Velasco                                                                                   | TVN                   | Radio Minería              |                            |                                                          |                       |                                 |
| XIV     | 1973 | César Antonio Santis y Rosa María Barrenechea                                                                             | TVN                   | Radio Minería              |                            |                                                          |                       |                                 |
| XV      | 1974 | César Antonio Santis | TVN                   | Radio Minería              |                            |                                                          |                       |                                 |
| XVI     | 1975 | Nelson Hoffman, Juan La Rivera, Gabriel Muñoz, Javier Miranda, y César Antonio Santis                                     | TVN                   | Radio Minería              |                            |                                                          |                       |                                 |
| XVII    | 1976 | Antonio Vodanovic y Ana María Thieman                                                                                     | TVN                   | Radio Minería              |                            |                                                          |                       |                                 |
| XVIII   | 1977 | Antonio Vodanovic y María Graciela Gómez                                                                                  | TVN                   | Radio Portales de Santiago |                            |                                                          |                       |                                 |
| XIX     | 1978 | Antonio Vodanovic y María Graciela Gómez                                                                                  | TVN                   | Radio Portales de Santiago |                            |                                                          |                       |                                 |
| XX      | 1979 | Antonio Vodanovic y María Graciela Gómez                                                                                  | TVN                   | Radio Portales de Santiago |                            |                                                          |                       |                                 |
| XXI     | 1980 | Antonio Vodanovic y María Olga Fernández                                                                                  | TVN                   | Radio Portales de Santiago |                            |                                                          |                       |                                 |
| XXII    | 1981 | Antonio Vodanovic y María Olga Fernández                                                                                  | TVN                   | Radio Portales de Santiago |                            |                                                          |                       |                                 |
| XXIII   | 1982 | Antonio Vodanovic y María Olga Fernández                                                                                  | TVN                   | Radio Portales de Santiago |                            |                                                          |                       |                                 |
| XXIV    | 1983 | Antonio Vodanovic y Paulina Nin de Cardona                                                                                | TVN                   | Radio Portales de Santiago |                            |                                                          |                       |                                 |
| XXV     | 1984 | Antonio Vodanovic y Ana María Salinas                                                                                     | TVN                   | Radio Portales de Santiago |                            |                                                          |                       |                                 |
| XXVI    | 1985 | Antonio Vodanovic y Paulina Nin de Cardona                                                                                | TVN                   | Radio Portales de Santiago |                            |                                                          |                       |                                 |
| XXVII   | 1986 | Antonio Vodanovic y Pamela Hodar                                                                                          | TVN                   | Radio Portales de Santiago |                            |                                                          |                       |                                 |
| XXVIII  | 1987 | Antonio Vodanovic y Pamela Hodar                                                                                          | TVN                   | Radio Portales de Santiago |                            |                                                          |                       |                                 |
| XXIX    | 1988 | Antonio Vodanovic y Pamela Hodar                                                                                          | TVN                   | Radio Nacional de Chile    |                            |                                                          |                       |                                 |
| XXX     | 1989 | Antonio Vodanovic y Pamela Hodar                                                                                          | TVN                   | Radio Nacional de Chile    |                            |                                                          |                       |                                 |
| XXXI    | 1990 | Antonio Vodanovic y Pamela Hodar                                                                                          | TVN                   | Radio Nacional de Chile    | TV Chile                   |                                                          |                       |                                 |
| XXXII   | 1991 | Antonio Vodanovic y Paulina Nin de Cardona                                                                                | TVN                   | Radio Nacional de Chile    | TV Chile                   |                                                          |                       |                                 |
| XXXIII  | 1992 | Antonio Vodanovic y Paulina Nin de Cardona                                                                                | TVN                   | Radio Nacional de Chile    | TV Chile                   |                                                          |                       |                                 |
| XXXIV   | 1993 | Antonio Vodanovic, Felipe Camiroaga, Bastián Bodenhöfer, Margot Kahl y Claudia Di Girólamo                                | TVN                   | Radio Nacional de Chile    | TV Chile                   |                                                          |                       |                                 |
| XXXV    | 1994 | Antonio Vodanovic, Carolina Jiménez, Kiara, Sofía Vergara, Thalía, Andrea Frigerio y Marta Sánchez                        | Megavisión            |                            | Radio Aurora Radio Chilena |                                                          |                       |                                 |
| XXXVI   | 1995 | Antonio Vodanovic, Bárbara Palacios, Karina Rivera, Montserrat Oliver, Sofía Vergara, Teresa Calandra y Cecilia Bolocco   | Megavisión            |                            | Radio Aurora Radio Chilena |                                                          |                       |                                 |
| XXXVII  | 1996 | Antonio Vodanovic, Edith Serrano, María José Barraza, Maite Delgado, Claudia Cisneros, Patricia Manterola y Paola Falcone | Megavisión            |                            | Radio Aurora Radio Chilena |                                                          |                       |                                 |
| XXXVIII | 1997 | Antonio Vodanovic, Karina Rivera, Cristina Rocha, Rebeca de Alba, Oladys García, Valeria Mazza y Paola Camaggi            | Megavisión            |                            | Radio Aurora Radio Chilena |                                                          |                       |                                 |
| XXXIX   | 1998 | Antonio Vodanovic, Viviana Gibelli, Anabel Cherubito, Sabine Moussier, Marisela Moreno, Sofía Franco y Berta Lasala       | Megavisión            |                            | Radio Aurora Radio Chilena |                                                          |                       |                                 |
| XL      | 1999 | Antonio Vodanovic, Alicia Machado, María José Prieto, Carla Pérez, Jimena Cyrulnik, Ana María Trujillo y Karina Calmet    | Megavisión            |                            | Radio Aurora Radio Chilena |                                                          |                       |                                 |
| XLI     | 2000 | Antonio Vodanovic y Cecilia Bolocco                                                                                       | Canal 13              | Radio Cooperativa          |                            |                                                          |                       |                                 |
| XLII    | 2001 | Antonio Vodanovic y Cecilia Bolocco                                                                                       | Canal 13              | Radio Cooperativa          |                            |                                                          |                       |                                 |
| XLIII   | 2002 | Antonio Vodanovic, Myriam Hernández, Angélica Castro, Andrea Tessa, Patricia Manterola, Natalia Oreiro y Cecilia Bolocco  | Canal 13              | Radio Cooperativa          |                            |                                                          |                       |                                 |
| XLIV    | 2003 | Antonio Vodanovic y Myriam Hernández                                                                                      | Canal 13              | Radio Cooperativa          |                            |                                                          |                       |                                 |
| XLV     | 2004 | Antonio Vodanovic y Myriam Hernández                                                                                      | Canal 13              | Radio Cooperativa          |                            |                                                          |                       |                                 |
| XLVI    | 2005 | Ricardo Montaner y Myriam Hernández                                                                                       | Canal 13              | Radio Cooperativa          |                            |                                                          |                       |                                 |
| XLVII   | 2006 | Sergio Lagos y Myriam Hernández                                                                                           | Canal 13              | Radio Cooperativa          |                            |                                                          |                       |                                 |
| XLVIII  | 2007 | Sergio Lagos y Tonka Tomicic                                                                                              | Canal 13 TVN          | Radio Cooperativa          | TV Chile                   |                                                          |                       |                                 |
| XLIX    | 2008 | Sergio Lagos y Tonka Tomicic                                                                                              | Canal 13 TVN          | Radio Cooperativa          | TV Chile                   |                                                          |                       |                                 |
| L       | 2009 | Felipe Camiroaga y Soledad Onetto                                                                                         | Canal 13 TVN          | Radio Cooperativa          | TV Chile                   | A&E                                                      |                       |                                 |
| LI      | 2010 | Felipe Camiroaga y Soledad Onetto                                                                                         | Canal 13 TVN          | Radio Cooperativa          | TV Chile                   | A&E                                                      |                       |                                 |
| LII     | 2011 | Rafael Araneda y Eva Gómez                                                                                                | Chilevisión           |                            | A&E CNN en Español         | ADN Radio Radio Pudahuel                                 |                       |                                 |
| LIII    | 2012 | Rafael Araneda y Eva Gómez                                                                                                | Chilevisión           |                            | A&E CNN en Español         | ADN Radio Radio Pudahuel                                 |                       |                                 |
| LIV     | 2013 | Rafael Araneda y Eva Gómez                                                                                                | Chilevisión           |                            | A&E CNN en Español         | ADN Radio Radio Pudahuel                                 |                       |                                 |
| LV      | 2014 | Rafael Araneda y Carolina de Moras                                                                                        | Chilevisión           |                            | A&E CNN en Español         | ADN Radio Radio Pudahuel                                 |                       |                                 |
| LVI     | 2015 | Rafael Araneda y Carolina de Moras                                                                                        | Chilevisión           | HTV TNT                    |                            | ADN Radio Radio Pudahuel                                 |                       |                                 |
| LVII    | 2016 | Rafael Araneda y Carolina de Moras                                                                                        | Chilevisión           | HTV TNT                    |                            | ADN Radio Radio Pudahuel                                 |                       |                                 |
| LVIII   | 2017 | Rafael Araneda y Carolina de Moras                                                                                        | Chilevisión           | HTV TNT                    |                            | ADN Radio Radio Pudahuel                                 |                       |                                 |
| LIX     | 2018 | Rafael Araneda y Carolina de Moras                                                                                        | Chilevisión           | HTV TNT                    |                            | ADN Radio Radio Pudahuel                                 |                       |                                 |
| LX      | 2019 | Martín Cárcamo y María Luisa Godoy                                                                                        | Canal 13 TVN          | 13i TV Chile               | Fox Channel Fox Life       | ADN Radio Radio Pudahuel                                 | Fox App               |                                 |
| LXI     | 2020 | Martín Cárcamo y María Luisa Godoy                                                                                        | Canal 13 TVN          | 13i TV Chile               | Fox Channel Fox Life       | ADN Radio Radio Pudahuel                                 | Fox App               |                                 |
| -       | 2021 | Ediciones canceladas. | Ediciones canceladas. | Ediciones canceladas.      | Ediciones canceladas.      | Ediciones canceladas.                                    | Ediciones canceladas. | [ 57 ]                          |
| -       | 2022 | Ediciones canceladas. | Ediciones canceladas. | Ediciones canceladas.      | Ediciones canceladas.      | Ediciones canceladas.                                    | Ediciones canceladas. | [ 58 ]                          |
| LXII    | 2023 | Martín Cárcamo y María Luisa Godoy                                                                                        | Canal 13 TVN          | 13i TV Chile               | Star Channel               | ADN Radio Radio Pudahuel                                 | Star+                 | [ 130 ] [ 131 ]                 |
| LXIII   | 2024 | Francisco Saavedra y María Luisa Godoy                                                                                    | Canal 13 TVN          | 13i TV Chile               | Star Channel               | ADN Radio Radio Pudahuel                                 | Star+                 | [ 132 ]                         |
| LXIV    | 2025 | Rafael Araneda y Karen Doggenweiler                                                                                       | Mega Mega 2           |                            |                            | Romántica FM Radio Carolina Radio Disney (Latinoamérica) | Mega Go Disney+       | [ 133 ] [ 134 ] [ 135 ] [ 136 ] |
| LXV     | 2026 | Rafael Araneda y Karen Doggenweiler                                                                                       | Mega Mega 2           |                            |                            | Romántica FM Radio Carolina Radio Disney (Latinoamérica) | Mega Go Disney+       |                                 |